# Vincenzo Corghi
Vincenzo Corghi (Reggio nell'Emilia, 26 maggio 1927 – Roma, 7 dicembre 2001) è stato un politico italiano.

## Biografia
La sua esperienza politica costituisce un segmento importante nella storia dei rapporti tra l'Italia e l'Unione Sovietica, sia sul piano culturale che su quello strettamente politico. Militante nelle file della Resistenza, Corghi si iscrisse al Partito Comunista Italiano nel 1944, ed ebbe in seguito l'opportunità di risiedere a lungo nell'URSS dove completò i suoi studi nel 1958.
L'attività politica di Corghi nell'immediato dopoguerra e sino agli anni sessanta si svolse soprattutto in campo sindacale: operaio presso la Breda già nel 1941, fu infatti segretario della federazione dei tessili e metalmeccanici a Monza, segretario provinciale dei tessili di Como e infine, dal 1958 al 1964, segretario responsabile della Camera del lavoro CGIL di Como; questo contatto diretto col mondo del lavoro di un Paese in piena ricostruzione acuì certamente la sua sensibilità al problema dei diritti di strati sociali subalterni, abituandolo al "gradualismo politico" proprio delle rivendicazioni sindacali e spesso lontano in quegli anni dalla spinta rivoluzionaria presente, con Pietro Secchia, negli stessi vertici del Partito Comunista. All'interno del PCI Corghi ricoprì incarichi di sempre maggior responsabilità: segretario della Federazione comasca. All'inizio degli anni settanta, fu consigliere comunale in Como e membro del comitato regionale lombardo del partito, sino al suo ingresso nel 1964 alla Camera dei deputati. Confermò il proprio seggio a Montecitorio anche alle elezioni del 1968, del 1972 e del 1976. Nel 1981, infine, due anni dopo la fine del suo quarto mandato parlamentare, entrò a far parte della commissione internazionale e del Consiglio nazionale del PCI.
Nel corso della sua esperienza parlamentare, Corghi partecipò a vivaci dibattiti quale componente della Commissione Affari Esteri ed Emigrazione, della quale fu segretario dal 1972 al 1976: i suoi interventi, in occasioni dei disegni di legge sulle iniziative scolastiche per i lavoratori italiani all'estero (1971), sulla istituzione di una Conferenza nazionale dell'emigrazione (1974) e sulla istituzione del Comitato interministeriale per l'emigrazione (CIEM, 1975)  furono altrettanto occasioni di impegno in difesa degli emigrati con pressanti richieste di azioni più decise in loro favore da parte del Governo italiano e al tempo stesso, rivendicando una più ampia partecipazione degli emigranti e dei sindacati dei lavoratori agli organi consultivi governativi. Su questi temi Corghi presentò due proposte di legge alla Camera dei deputati, e fu cofirmatario di numerose altre.
Alla fine del 1975 divenne Segretario generale dell'Associazione Italia-URSS, un'associazione priva di carattere partitico ma chiaramente esposta sin dall'anno della sua fondazione (1946) alle pressioni propagandistiche di una Russia spesso in difficoltà nel corso della "guerra fredda" ed i successivi tentativi di avviare il processo di distensione. La direzione dell'Associazione assorbì via via tutte le energie di Corghi, che tese ad aumentare le attività dell'Associazione, organizzando mostre, spettacoli, convegni, viaggi specializzati, conferenze, corsi di lingua russa e rassegne cinematografiche, pubblicando due riviste ("Realtà sovietica" e "Rassegna sovietica") e mettendo a disposizione del pubblico la ricca documentazione contenuta nella biblioteca "Antonio Banfi".
Nel tentativo di ampliare il dialogo e il confronto su tutti gli aspetti della civiltà russa in un'ottica pluralistica, Corghi sviluppò -anticipandone la concreta realizzazione nel campo delle ideologie e della pratica politica- quel processo di distacco dalla ortodossia sovietica che era implicito nel "policentrismo" togliattiano della famosa intervista concessa nel giugno del 1956 a "Nuovi Argomenti" e che tra incertezze e ripensamenti avrebbe trovato il suo compimento nello "strappo" di Enrico Berlinguer e successiva svolta impressa da Gorbačëv alla politica dell'Urss. Se in Palmiro Togliatti la condanna di certe "forme di allontanamento dalla vita democratica" lasciava ancora posto ad una sostanziale adesione alle direttive del PCUS, ed in Berlinguer l'affermazione dell'assoluta "autonomia" del PCI rispetto all'Unione Sovietica era corretta da una talora eccessiva fiducia nei "punti di comune ricerca e collaborazione" tra i due partiti, l'opera dell'Associazione di Corghi era tesa a divulgare l'esistenza di tendenze artistiche, culturali e politiche represse dalla censura sovietica.
Il sostegno alle forze che in Urss manifestavano una più chiara adesione ai valori della democrazia, ha contrassegnato l'attività dell'Associazione nei 16 anni della sua gestione, portandola spesso in contrasto con le ambizioni propagandistiche della parte sovietica, ma aumentandone per converso, il prestigio presso le istituzioni culturali e scientifiche italiane. Gli eventi che nell'Urss hanno cominciato a svilupparsi dopo l'ascesa di Gorbačëv, hanno dimostrato la lucidità di Corghi nel comprendere i fermenti che ancora agitano l'Unione Sovietica. Nel periodo della "Perestrojka" l'impegno di Corghi a favore delle spinte di rinnovamento nell'Urss si è reso esplicito conducendo l'associazione su posizioni assai più avanzate delle associazioni consimili in altri Paesi ed allineandola di fatto alla nuova politica estera del nuovo Governo italiano, dal quale ha ottenuto un riconoscimento ufficiale nella stesura del nuovo accordo culturale fra l'Italia e l'Urss. L'associazione Italia-Urss, presente in 75 città italiane, è stata in tal modo il tramite principale delle relazioni culturali tra l'Italia e l'Unione Sovietica.
A inizio anni '90 appoggia con convinzione la svolta della Bolognina voluta da Achille Occhetto., aderendo nel 1991 al Partito Democratico della Sinistra. Insieme a Mauro Belardi ha scritto Il pendolo di Mosca, pubblicato dalla Editori Riuniti nel 1997.
Muore nel dicembre 2001, all'età di 74 anni.